# 六甲トンネル
六甲トンネル（ろっこうトンネル）は、兵庫県の六甲山を貫き、山陽新幹線の新大阪駅 - 新神戸駅間にある全長16,250メートルの複線鉄道トンネルである。1970年（昭和45年）10月2日に貫通し、1972年（昭和47年）3月15日より供用開始した。山陽新幹線の岡山までの開通時には鉄道トンネルとして日本一の長さ、世界で3番目の長さであった。兵庫県西宮市、芦屋市、神戸市東灘区、灘区、中央区に位置する。

## 建設の背景
東海道本線の需要の伸びに伴い建設された東海道新幹線は1964年（昭和39年）10月1日に開業し、さらに飛躍的な輸送量の伸びを示した。これにより東海道の輸送力不足は打開されたが、大阪市以西の区間についても輸送量が伸びて、山陽本線についても輸送力の限界に近付きつつあった。この問題について検討した結果、東海道新幹線との接続の関係から、新幹線をそのまま西に伸ばすことが最良であると判断され、山陽新幹線の建設が決定された。特に輸送力が逼迫していた新大阪 - 岡山間をまず1967年（昭和42年）3月16日に起工した。

### 経路の選定
新大阪 - 岡山間の建設に当たって、ほぼ中間に当たる姫路駅で在来線の駅と併設することが最初の段階で決定的であった。そこで、新大阪 - 姫路間と姫路 - 岡山間にわけて経路選定が行われた。
新大阪 - 姫路間の経路選択においては、阪神間市街地と六甲山の通過が主な問題であった。阪神間市街地を斜めに横断して六甲山の北側を周る背山案、六甲山中央を東西に貫く中央案、六甲山南側を周る表六甲案、海岸平野部を通る海岸案が考えられ、比較検討された。背山案は、阪神間市街地を除けば用地買収が容易で、最長トンネルは長さが8キロメートル程度で済み、地質も比較的良好な場所を通過できるが、神戸市内の駅が市街地とは六甲山で隔てられた北区道場町付近にしか設定できず、営業上の問題があった。中央案は有馬盆地の下に最長23キロメートルにも及ぶトンネルが必要であり、地質が悪く横坑や斜坑の設置できる適地がないことから工期が長大化し、しかも駅の設置ができないため不適格であると判断された。海岸案は、都市部や港湾地域を非常に高い高架橋で通過するため実現が困難であるとされた。
これに対し、阪神間市街地のなるべく地元に迷惑が掛からない場所を選んで通過し、六甲山東部に取り付き、南側斜面を貫いて神戸市内に駅を設け、再び六甲山のトンネルに入って明石市に抜ける表六甲案であれば、実現が可能であるとともに神戸の市街地に近い場所に駅を設置できるとされ、採用されることになった。
阪神間市街地をできるだけ回避するという条件から、トンネル入口側の坑口の位置はほぼ限定されることになり、また神戸市布引付近に新神戸駅を設置することから出口側坑口の位置もほぼ限定される。トンネル中間部は、北に寄せると中間付近の断層破砕帯を回避しやすくなって地質的には良好であるが、トンネル中間付近に取り付く作業坑を設けるためには南側に寄せる方が都合が良い。その兼ね合いを考慮してトンネルの平面線形を設定した。

## 建設計画

### 建設担当
東海道新幹線の大阪側での建設を担当していた大阪幹線工事局は、工事を終えると1965年（昭和40年）3月1日に大阪第二工事局と改称され、山陽新幹線に関する調査と近畿地方や中国地方の改良工事を担当するようになった。やがて山陽新幹線の建設が本格的に始められることになり、1966年（昭和41年）7月1日に山陽新幹線工事局と改称された。そして岡山 - 博多間を着工するにあたって、1969年（昭和44年）9月21日に広島新幹線工事局が開設されたことから、山陽新幹線工事局は大阪新幹線工事局に改称され、以降新大阪 - 岡山間の完成まで工事を担当することになった。
大阪新幹線工事局の下に多数の工事区が設置されて実際の建設作業に当たり、六甲トンネルに関しては西宮、御影、神戸の3つの工事区が担当した。

### 建設基準
東海道新幹線では計画最高速度200 km/h、許容最高速度210 km/hとして計画された。山陽新幹線建設に際して新たに検討したところ、将来的には高速化として、計画最高速度250 km/h、許容最高速度260 km/h程度が見込まれた。しかしそのためには技術的な検討がさらに必要であるとされたことから、当面は200 km/h運転を前提とし、将来的な250 km/h運転を阻害しないような施設の設計とすることになった。
このことから、東海道新幹線では標準最小曲線半径を2,500メートルとしていたが、山陽新幹線では4,000メートルを標準とし、やむを得ない場合に3,500メートルを採用する方針となった。また縦断勾配については、東海道では最急勾配を15パーミル、短区間に限って20パーミルとしていたが、将来の高速化を考えて山陽新幹線では最急勾配を15パーミル、10キロメートル平均勾配を12パーミルとして、東海道より勾配を改良することになった。縦曲線半径も、東海道では10,000メートル以上としていたが、山陽では将来的な高速化に備えて15,000メートル以上と緩和した。そして複線区間の軌道中心間隔は、東海道で4.2メートルであったものを、山陽では4.3メートルに拡大した。一方、活荷重については変更せず、軸重を16トンとした。

### 線形
六甲トンネルの平面線形は、下り列車に対して右に半径5,000メートルの曲線を描きながらトンネルに進入して、いったん直線に戻り、次に左に半径5,000メートルの曲線を描いたのちは直線となる。再び左に半径5,000メートルの曲線を経て直線に戻り、出口付近に右に半径3,000メートルの曲線が入る。入口は新大阪起点16キロメートル020メートル地点（以下、キロ程を16K020Mのように表記する）で、出口は32K270M地点であり、全長は16,250メートルある。
縦断線形は、標高17.95メートルの入口から5パーミル勾配で登り、途中から10パーミル勾配の登りとなってトンネル内最高地点の標高101メートルに達する。ここから7パーミル勾配で下り、途中から5パーミル勾配の下りとなって、出口付近に水平となる区間がわずかにある。山陽新幹線の最急勾配は12パーミルまで認められているが、トンネル内の空気抵抗の大きさを考慮して10パーミルに緩和して設計した。

### 工区割
立地条件から見て、作業坑を設置できる場所は上ヶ原、新甲陽、北山、劔谷、芦屋、住吉、鶴甲、摩耶、春日野の9か所と見込まれた。このうち上ヶ原と春日野は、トンネル坑口付近の家屋密集地帯で工事に支障となる施設の移転をして着工が遅延することを避けるために設けたもので、通常のトンネルの坑口に相当する。新甲陽は地形上開削工法を実施できる（地表から施工基面まで16.3メートル）ため、実際には新甲陽から春日野の間の約13.7キロメートルをどのように分割するかが検討の対象となった。6か所の斜坑・作業坑設置可能地点のうち、2か所、3か所、4か所を利用する案を全部で12案作成して比較し、これを7案に絞ってより詳細な工期や工費の検討を行った。その結果、作業坑が3か所までの案では、1か所で掘削しなければならない長さが1キロメートルを超える箇所が多数あり、しかも地質の悪い場所に集中することから、不適当であると判断された。作業坑4か所の案では、北山、芦屋、鶴甲、摩耶に設ける案と、北山、芦屋、住吉、摩耶に設ける案がどちらも工期が伯仲していたが、後者では住吉から摩耶までが長大となって取り付け道路事情の悪い摩耶の作業負担が大きくなることが問題視され、前者の案が採用された。
横坑、斜坑、立坑を比較すると、横坑は排水も掘削もしやすいが、長大となりやすく、都市部では作業坑口付近の設備用地を得るのが難しいという問題がある。立坑は延長を短くしやすく比較的地質の良好な場所に位置を選べるが、運搬効率上の問題から断面積を大きくしなければならず、湧水対策が困難という問題もある。六甲トンネルでは、たとえば鶴甲斜坑を横坑にする検討もしたが、斜坑ならば約450メートルで済むところが横坑では約1,300メートルとなり、採用されなかった。また芦屋斜坑を立坑にする検討もされたが、約640メートルの斜坑に対し約280メートルの立坑となり、工費工期とも斜坑が有利であると結論された。
| 工区名   | 上ヶ原                     | 甲陽                      | 北山                      | 芦屋                      | 鶴甲                      | 摩耶                      | 春日野                    |
| 工事区   | 西宮                       | 西宮                      | 西宮                      | 御影                      | 御影                      | 御影                      | 神戸                      |
| -------- | -------------------------- | ------------------------- | ------------------------- | ------------------------- | ------------------------- | ------------------------- | ------------------------- |
| 着工     | 1968年（昭和43年）11月17日 | 1968年（昭和43年）1月11日 | 1968年（昭和43年）1月11日 | 1967年（昭和42年）3月3日  | 1967年（昭和42年）3月3日  | 1967年（昭和42年）3月3日  | 1967年（昭和42年）3月20日 |
| 竣功     | 1971年（昭和46年）5月20日  | 1971年（昭和46年）5月31日 | 1971年（昭和46年）7月31日 | 1971年（昭和46年）7月31日 | 1971年（昭和46年）7月31日 | 1971年（昭和46年）3月22日 | 1970年（昭和45年）3月31日 |
| キロ程   | 16K020M - 17K250M          | 17K250M - 19K450M         | 19K450M - 22K200M         | 22K200M - 25K100M         | 25K100M - 27K600M         | 27K600M - 30K500M         | 30K500M - 32K270M         |
| 延長     | 1,230 m                    | 2,200 m                   | 2,750 m                   | 2,900 m                   | 2,500 m                   | 2,900 m                   | 1,770 m                   |
| 作業坑   | 横坑145.5 m 16K360M地点    | 立坑16 m 17K492M50地点    | 斜坑434.9 m 19K701M55地点 | 斜坑632.6 m 22K774M23地点 | 斜坑447.3 m 27K100M地点   | 斜坑430.1 m 30K162M37地点 | 斜坑294.4 m 31K290M地点   |
| 施工業者 | 大成建設                   | 大成建設                  | 大林組                    | 間組                      | 熊谷組                    | 鹿島建設                  | 前田建設工業              |
| 工費     | 21億8300万円               | 21億9200万円              | 28億1000万円              | 29億3600万円              | 37億4300万円              | 28億6000万円              | 17億8600万円              |

脚注を付した箇所以外は、『山陽新幹線 新大阪・岡山間 建設工事誌』640ページの表より作成。

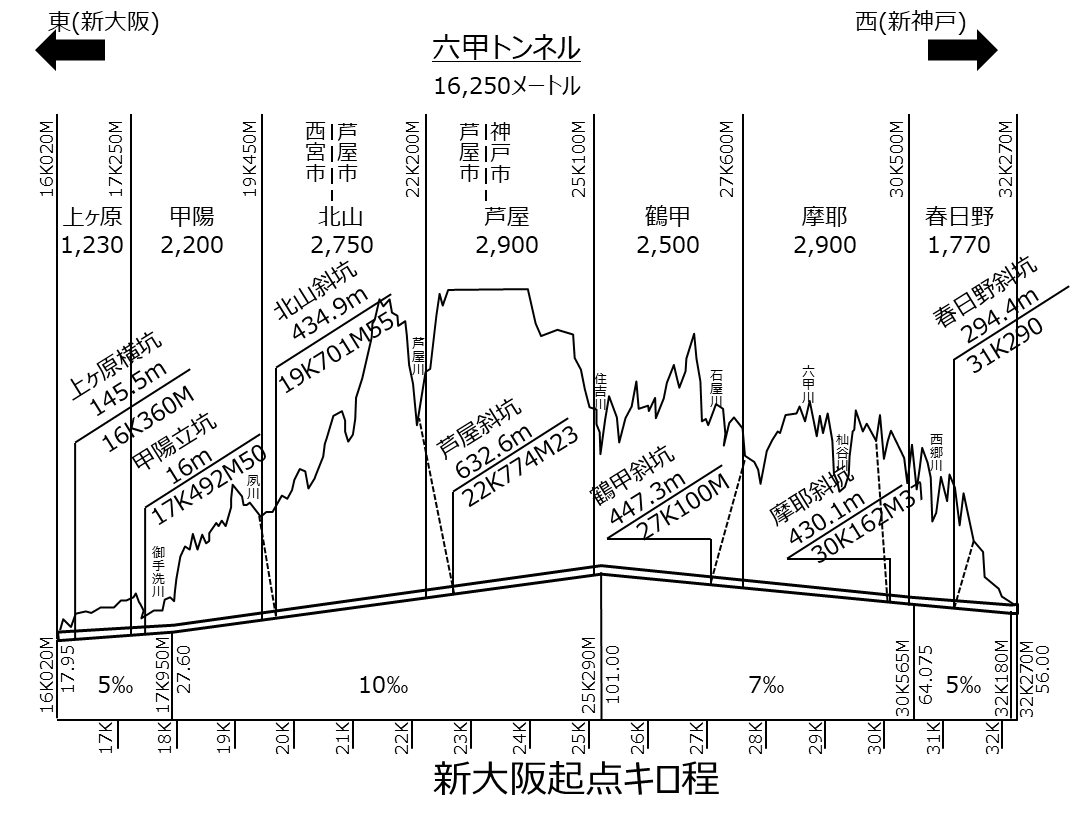
山陽新幹線六甲トンネルの縦断面図

### 地質
六甲トンネル付近の地質は、大阪側からおおむね西宮市上ヶ原台地付近の大阪層群、六甲山系の主要な地質となる六甲型花崗岩、六甲山南縁部の布引型花崗岩の3種類に分けられる。またおおむね北東から南西方向に伸びる多数の断層がトンネルと斜交し、大阪側から甲陽断層、芦屋断層、渦ヶ森断層、五助橋断層、大月断層、土橋断層、布引断層などがある。甲陽断層が大阪層群と六甲型花崗岩の境界で、布引断層が六甲型花崗岩と布引型花崗岩の境界である。
大阪層群は、花崗岩質の砂、淡青色のシルト、粘土、礫交じりの砂などの互層で形成されている。地表から浅い部分では二次的に堆積したものでN値が20未満となる柔らかい土質であるが、深い部分ではN値が30を超えるようになる。六甲型花崗岩は六甲山地の大部分を形成し、いわゆる「本御影」と呼ばれるものである。布引型花崗岩は六甲山南縁に分布し、「黒御影」とも呼ばれる。花崗岩は節理が発達し、深いところまで風化が進んでいる状態であった。
断層は、傾斜が30度から80度と変化が大きく、上部では特に破砕が激しくて、破砕帯の幅は100メートル以上にも達していた。また主断層に伴う副断層も相当な数があって、地質を非常に複雑化していた。トンネル区間の岩質のうち、弾性波速度が4.3キロメートル毎秒 (km/s) 以上に達する良好な堅岩の区間は全延長の32パーセント程度で、破砕帯区間と分類される弾性波速度2.9 km/s未満の区間は全延長の24パーセントを占めていた。特に、鶴甲工区では断層が集中し、断層破砕帯に高圧湧水が存在して工事に困難をきたした。

### 工期
1967年（昭和42年）3月16日に山陽新幹線建設工事の起工式が帆坂トンネル東口で挙行され、新大阪 - 岡山間の工事に着手した。この時点で、1972年（昭和47年）4月が開業目標とされていた。この区間の工事の中でも、設計協議および用地買収が難航した阪神間市街地の高架橋と、長大な六甲トンネルは、工程上の問題点とされた。開業時期を左右すると考えられた長大トンネルは真っ先に工事の発注が行われた。
六甲トンネルも、1967年（昭和42年）3月に契約して着工され、新技術の導入なども行われた結果1970年（昭和45年）10月2日に導坑が貫通した。1971年（昭和46年）8月31日に全区間のレールが締結され、電気設備などの工事を待って試運転が開始された。1972年（昭和47年）3月15日に当初の工期に間に合って開業となった。

## 建設

### 上ヶ原工区
上ヶ原工区は、新大阪起点16K020Mから17K250Mまでの延長1,230メートルを掘削する工区である。大成建設が施工を担当した。大阪層群と呼ばれる洪積層を主に掘削する区間で、固結度の低い地盤に多量の地下水を含有し、しかもトンネルからの土被りの薄い地表に人家が密集しているという悪条件で、六甲トンネルの各工区の中でも難工事となった。坑口付近にも民家が密集していたため、坑口から300メートル程度離れた場所に延長145メートル、断面積20.5平方メートルの横坑を設けることになった。
1968年（昭和43年）11月17日に工事に着手し、横坑の実際の掘削は1969年（昭和44年）7月7日に開始された。最初の1か月ほどは順調に掘削が進行したが、途中で砂質シルト層が緩み始め、8月6日から9月23日までに計6回の土砂流出を起こした。そこで断面積を3.4平方メートルまで減らした補助横坑やさらに複数の調査坑を掘削した。最低限の作業が可能な3.4平方メートルの断面であれば安定した粘土層の中を掘進できたが、9.2平方メートルの断面に広げるとシルト層が現れて土砂の流出を起こした。水抜き工法を行ったものの効果は小さく、数十メートル進行するたびに流出が起きて、しばらく放置すると半月程度で再度掘進が可能になるという繰り返しであった。土砂流出のためにトンネル上部が空洞化してしまうため、モルタル注入を約1,000立方メートルに渡って実施した。水抜きボーリングや薬液注入などを施工して、1970年（昭和45年）1月頃にようやく本坑との交点に坑道が到達した。以降、本坑の導坑掘削を開始したが、相変わらず掘削不能となる坑道が多く、順調に掘削していたのは頂設導坑など一部であった。結果的に本坑を本格的に掘削開始できたのは、1970年（昭和45年）3月に入ってからであった。
本坑は、ルーフシールド工法やライナープレート工法などを検討したが、最終的に側壁導坑先進工法を採用することになった。覆工の巻厚は、地表部に家屋が存在しない区間では70センチメートル、存在する区間では90センチメートルとした。地質がシルトや粘土質で、盤ぶくれが発生する可能性があるとして、インバートコンクリートを全区間で施工することになった。
しかし実際に本坑の掘削にかかる段階になると、当初計画していた側壁導坑先進を実施することは湧水状況から不可能であると判断された。そこで本坑の中心から15メートル海側の位置に海側調査坑を先に掘削した。この調査坑は予想したほど湧水がなく、調査により本坑のスプリングライン付近に多量の水を含む帯水層があることが判明し、調査坑からウェルポイントを実施して揚水しながら本坑の側壁導坑を掘削した。さらにウェルポイントによる揚水の効果の関係から、本坑より山側にも山側調査坑を掘削してそこからもウェルポイントを実施し、本坑上部にも上部調査坑を設けてウェルポイントを実施した。これにより、まず海側の側壁導坑を推進し、続いて山側の側壁導坑を2段サイロット工法によって掘削した。ウェルポイントで水を抜いた後は、本坑の断面を掘削するのは予想以上に順調に進捗し、覆工やインバートコンクリートの打設まで進めることができた。
なお、新大阪方の坑口から横坑の本坑との交点までの間の地表に灌漑用水池があり、この部分については開削工法が実施された。また、甲陽工区の掘削が先に上ヶ原工区との工区境に到達しており、甲陽工区側から上ヶ原工区へ向けての迎え掘りが実施された。
上ヶ原工区の地表部は住宅密集地であり、土被りは20 - 25メートル程度であった。さらに横断道路にはガス管や水道管が埋設されており、中でも阪神上水の高圧給水管は直径1,500ミリメートルもある大きなものであった。そのため地表部の沈下には注意が必要であった。掘削中の地表観測を行い、掘削後すぐに仮巻コンクリートを実施して地山を固めて掘削するなどの対策を実施した。また覆工完了後に全区間に渡って裏込注入を実施した。こうした対策により地表沈下は最大5センチメートル程度に収まり、地表に大きな影響を出すことなく工事が完了した。
1971年（昭和46年）5月20日に上ヶ原工区は竣工した。工区の工費は21億8300万円であった。

### 甲陽工区
甲陽工区は、新大阪起点17K250Mから19K450Mまでの延長2,200メートルを掘削する工区である。大成建設が施工を担当した。工区の所在地は、西宮市上ヶ原山手町、甲陽園東山町、甲陽園山王町、甲陽園目神山町甲陽園北山町にわたっている。地質は、起点側500メートルほどは上ヶ原工区と同じく大阪層群に属しているが、そこから西は六甲山の基盤である六甲花崗岩となる。土被りは5メートルから最大130メートルほどであった。
甲陽工区は地形上、土被りの薄い場所で上部から開削工法で取り付くことが可能であった。実際に立坑を設置した17K492M50地点では、地表から施工基面までが16.3メートルであった。このため、当初からこの地点で立坑を設置する前提とされていた。この付近は大阪層群中で、砂や砂礫層からなり、土砂流出を起こして立坑掘削に悩まされることになった。
1968年（昭和43年）1月11日に工事に着手した。立坑は御手洗川のすぐ脇に設けられ、周辺に掘削のための諸設備が設けられた。民家に近接するため、防音対策に意が用いられた。立坑のサイズは長さ40メートル、幅11メートル、深さ18メートルとなった。先に試掘立坑を掘削し、その結果掘削に際しかなりの湧水が予想されたことから、1回の施工単位を細かくして掘削した。
立坑から岡山方への掘削を開始した。本坑掘削の前に地質調査坑を本線の左右に18.5メートル離れた位置に3.3平方メートルの断面積で掘削し、地質の確認と水抜きを行った。その後本線の掘削を行い、その際にも小断面の導坑から掘削して次第に拡大する方法を取った。立坑から約220メートルで地質が岩盤に変わり、発破を用いる底設導坑先進上半工法に切り替えて掘削した。なお、この岩盤に変わったあたりの区間は土被りが15メートル程度になって上部に家屋が密集していたため、振動対策が求められ、昼間に限定して導坑に限って発破を実施し、発破のたびにマイクで予告を行った。そこで上半断面掘削の際には発破ではなくブレーカーを用いて掘削した。これにより掘削の進行は発破に比べて2分の1から3分の1の速度に低下したが、振動対策では有効であった。150メートルほどこの工法で前進し、土被りが50メートルになってから発破工法に戻した。
立坑から新大阪方は、222.5メートルにわたる全延長で地質が土砂であった。この区間についても土砂流出に悩まされ、2段から4段におよぶサイロット工法（側壁導坑先進工法）をしたり、掘削のたびにコンクリートを打設して覆工を実施したりして掘削した。
1971年（昭和46年）5月31日に甲陽工区は竣工した。工区の工費は21億9200万円であった。

### 北山工区
北山工区は、新大阪起点19K450Mから22K200Mまでの延長2,750メートルを掘削する工区である。大林組が施工を担当した。地質は硬い六甲花崗岩であったが、節理が多く、断層付近では風化が激しく圧力のかかった地下水を含有していることが予想されていた。トンネルに取り付く斜坑の坑口は、夙川のほとりに設けられた。斜坑の長さは434.9メートル、本坑到達点のキロ程は19K701M55地点である。
1968年（昭和43年）1月11日に着工した。7月4日に実際の斜坑掘削に着手し、途中湧水に見舞われたものの排水して続行し、12月10日に本坑との交点に到達した。
翌1969年（昭和44年）1月から本坑の導坑掘削を開始した。当初は地質が悪くゆっくりとした進捗であったが、やがて順調に掘削を進められるようになった。途中モンモリロナイトを含有する膨張性の粘土区間では工法を変更し変状に対応した施工を行った。途中約10本の断層破砕帯に遭遇し、特に21K530M付近では約2か月かけて突破できなかったため迂回坑を掘削してその先の掘削を続行した。また21K645M付近でも同様に迂回坑を試みたが、迂回坑でも土砂が噴出して断念し、迂回坑側から本坑の水抜きボーリングを行ったうえで本坑を強行突破した。この間1970年（昭和45年）6月10日から芦屋工区からの導坑迎え掘りを開始し、この迎え掘りにおいても断層破砕帯に遭遇して迂回坑を掘削し、迂回坑において10月1日に導坑間が貫通した。
1971年（昭和46年）7月31日に北山工区は竣工した。工区の工費は28億1000万円であった。

### 芦屋工区
芦屋工区は、新大阪起点22K200Mから25K100Mまでの延長2,900メートルを掘削する工区である。間組が施工を担当した。地質は砂岩や頁岩を主体とする古生層と花崗岩で、古生層は花崗岩の貫入に伴い熱変質を受けてホルンフェルスとなっている。この複雑な地層がトンネル建設に大きな支障となった。特にホルンフェルスは一見堅固な岩に見えるが、破壊すると砂状となって湧水を含むと掘削に非常に大きな支障となった。トンネルに取り付く斜坑の坑口は、芦有道路へのアクセス道路となる兵庫県道344号奥山精道線と芦屋川の周辺に設けられ、六甲トンネルの各斜坑の中でももっとも坑外設備用地に恵まれず、高い擁壁を施工して平地を点在させるように造成して設備を設置した。斜坑の長さは632.6メートル、1対3.9の勾配で、本坑とは43度の角度で交差し、本坑到達のキロ程は22K774M23である。
1967年（昭和42年）3月3日に着工した。10月6日から実際の斜坑掘削が開始され、当初は弾性波探査の結果から、良好な地質が見込まれていた。坑口から190メートルまでは湧水は多かったものの順調に掘削が進行し、190メートル付近で断層に遭遇したものの、長さ8メートルの断層を14日間で突破した。1968年（昭和43年）3月24日に坑口から328メートル付近で大出水に遭遇して現場が大量の流出土砂で埋まった。これは最大幅9メートルの被圧帯水層があり、坑道掘削が接近するにつれて周辺の地山が緩んで湧水となったものとされた。
この出水後、断層の状況把握と水圧低下のために、斜坑から両側に離れたところに地質調査坑を掘削し、そこからボーリングを行って調査した。しかしボーリングロッドが水圧で押し返され、さらにその穴から土砂が噴出する状況であり、やがて大量の土砂で地質調査坑も埋まってしまった。4月10日に地質調査坑の掘削を開始して以来、12月までの7か月をかけて、右側に6本、左側に6本で計367メートルの地質調査坑を熊手のように広げて掘削を実施した。地質調査坑と水抜きボーリングを行っても十分な水圧低下を期待できないため、崩壊層・軟弱層の止水と地質強化を目的として薬液注入を3回にわけて実施した。その後掘削断面積を分割して徐々に掘進し、この9メートルの断層を約10か月かけて1969年（昭和44年）1月24日に突破することに成功した。斜坑の掘削開始から約19か月を費やして、1969年（昭和44年）5月12日に坑底に到達した。
以降、本坑の掘削に取り掛かり、底設導坑先進上部半断面工法を採用した。本坑においても断層に悩まされ続け、そのたびに地質調査坑を両側に掘削して水を抜いて突破することの繰り返しで、岡山側の鶴甲工区との境界には1970年（昭和45年）9月12日に到達した。新大阪側でも1969年（昭和44年）9月9日に着手し、1970年（昭和45年）1月30日に導坑掘削が完成した。そして10月2日に芦屋工区と鶴甲工区の間が貫通し、これで六甲トンネルの全区間が貫通した。
導坑掘削と並行して上部半断面掘削、下部半断面掘削、側壁コンクリートの打設、下水掘削、下水コンクリートの打設と様々な工事が競合して行われた。軌道工事の工期が決定されているため、トンネル工事史上稀にみる大突貫工事を余儀なくされ、1日400人の労働者を投入することになった。
芦屋工区の工期は遅延する一方で、そのままでは開業に影響を及ぼしかねない状況であった。芦屋斜坑から岡山側へは2,326メートルの工区長さがあり、斜坑からコンクリートを運搬していると掘削やずりだしと競合して工期短縮が困難であると判断された。そこで住吉川流域から立坑を建設してコンクリート投入口とすることにした。坑内から横に160メートルの横坑を掘削し、また地上からボーリングで深さ180メートルの立坑を建設してコンクリート投入管と通信管を設けた。1971年（昭和46年）1月21日に完成し、これにより斜坑と立坑の両方からコンクリートを搬入して打設作業を突貫工事で行い、工期を挽回した。
1971年（昭和46年）7月31日に芦屋工区は竣工した。工区の工費は29億3600万円であった。

### 鶴甲工区
鶴甲工区は、新大阪起点25K100Mから27K600Mまでの延長2,500メートルを掘削する工区である。熊谷組が施工を担当した。地質は大部分で淡紅色の本御影と呼ばれる六甲花崗岩であったが、ひん岩やアプライトの岩脈を挟み、多くの断層の活動により岩の強度が軟弱化していた。六甲山地でも代表的な五助橋断層、大月断層やその副断層である渦ヶ森断層、土橋断層、寒天橋断層などが集中する工区であった。トンネルに取り付く斜坑の坑口は、石屋川流域で鶴甲団地の東側に設けられ、砂防指定地内作業許可を得て川の両岸に重力式擁壁を最大高さ8メートルにわたって建設し、それによって得られた土地に郊外設備を設置した。団地の建設に備えて防音対策に留意した設計とした。斜坑は延長447メートル、3.9分の1勾配で本坑とは62度で交差し、交点のキロ程は27K100M地点である。
1967年（昭和42年）3月3日に着工した。六甲トンネル各工区でもトップを切って、1967年（昭和42年）8月10日に斜坑掘削を開始した。当初は湧水もほとんどなく順調に掘削を進められたが、坑口から60メートルを過ぎるころから湧水が増え、地質も軽い打撃で簡単に砂のように崩れてしまうようになり、掘削がはかどらなくなった。ボーリングを実施して事前に水を抜いて水位の低下を図り、なんとか掘削作業を継続した。1968年（昭和43年）1月26日に坑口から275メートル付近の切羽から水の噴出が起こり、1分間に4トンの突発的な大出水で坑道が浸水した。これは大月断層に伴う高圧のかかった帯水層があり、そこに切羽が接近して崩壊したものであった。
こうした破砕帯であっても水がなければ掘削は容易であるため、地下水を絞り出す対策を取ることになった。まず斜坑の両側に地質調査坑を掘削して、そちらからも水抜きを図った。地質調査坑は、斜坑と同じ勾配で下れば効率が良いが、突発的出水の際に危険となることから、水平に掘削して斜坑と位置が離れてくると再び斜坑から新しい地質調査坑を分岐させる方法を取った。またボーリングを実施してそこから水を抜く、水抜きボーリングも実施した。しかし粘性土のある場所ではボーリング穴の直近の地下水しか絞り出すことができず、また穴を開けて時間が経つと穴が閉塞して水が出なくなる傾向にあった。そしてこのボーリング穴から薬液の注入も実施して、止水と地盤強化を図った。
3月10日から崩壊区間の再掘削を開始したが、272.6メートル付近まで到達した3月28日に再び1分間に3トンの出水が起きた。そこで再度の薬液注入を行うとともにもう1本の地質調査坑を掘削して水抜きを行い、4月21日から斜坑を再掘削して今度は湧水が見られず、5月8日に290メートルまで到達して破砕帯を突破した。
その後も斜坑では湧水と土砂の流出に苦しめられながら掘削し、特に状態が悪い場所では全断面掘削を止めて頂設導坑を先進させるようにした。7月23日になり、斜坑末端の水平区間に入ったが、再び湧水が増大して地質調査坑の掘削を行った。着工から13か月を要して9月5日にようやく本坑に到達した。
本坑到達後、坑底設備を建設し、1968年（昭和43年）9月18日に新大阪方面へ本坑の導坑を掘削開始した。以降、斜坑掘削での遅れを取り戻すべく、鋭意掘削を進めていった。この工区は大きな断層が集中しており、工区延長の大半で破砕帯の中を掘削することになった。そのため側壁導坑方式の掘削工法を採用し、川側と山側の側壁導坑をそれぞれ掘進した。斜坑交点から400メートルほど掘進したところで大月断層に入った。
山側側壁導坑は26K700Mまで掘削した1969年（昭和44年）2月18日に、川側側壁導坑は26K730Mまで掘削した同年2月27日に湧水や支保工の変状といった状況となり、ボーリングで帯水状況を調査するとともに、両側に地質調査坑の掘削を開始した。こうした地質調査坑も各所で湧水、土砂の流出に見舞われ、地質調査坑からさらに別の地質調査坑を分岐させて、熊手状のトンネルで本坑の両側から断層に取り付き、多数の先進ボーリングを行って水抜きを図った。また本坑では薬液注入を実施し、水抜きの効果と相まって掘削を再開したが、薬液注入範囲を過ぎると再び土砂の流出に見舞われた。
大月断層の破砕帯は26K550M付近までで、それを過ぎると寒天橋断層破砕帯に突入した。引き続き水を抜くことが基本的な対策で、水抜き用の迂回坑・地質調査坑の掘削と水抜きボーリングを実施した。工期が逼迫していることから、それまで2交代だった作業を変則4交代制にしてひたすら掘削に邁進することになった。山側側壁導坑の26K498Mより南側に分岐させた川側迂回坑では、引き続き多数の分岐迂回坑を建設して水抜きを図り、分岐してから350メートルほどで地質が変化したことから、寒天橋断層から次の五助橋断層に入ったと判断された。1970年（昭和45年）6月6日、湧水量は多いものの硬い花崗岩の岩質に変化したことから、断層破砕帯を突破したと判断された。水抜きの役割を果たしたと判断して本坑に戻る方向に掘削し、6月28日に本坑25K580M付近の川側側壁導坑の位置に復帰して本坑の掘削を推進した。
山側の迂回坑も同様に掘削を進め、何度も土砂の流出を繰り返しながら、迂回坑の分岐や水抜きボーリングを実施して掘削を推進した。山側でも330メートルほどの地点で地質が変化し、五助橋断層に入ったと判断された。530メートル付近で花崗岩に入って安定した地質になったため本坑方面へ掘削し、1970年（昭和45年）6月16日に25K600M付近で本坑の山側側壁導坑の位置に復帰した。
本坑は9月19日に26K476M地点から再掘進を開始した。水抜きボーリングを実施し、たびたび流出土砂に苦しめられながらの工事であった。また施工済みの区間で支保工の変状が発生することがあり、縫い返し（再掘削）を実施して覆工のコンクリートを施工しなければならなかった。覆工のある区間でも土圧で押し出されてくる箇所があり、十分な壁の厚さを確保できる場合は削って所定の断面に手直しを行った。1970年（昭和45年）10月2日、25K100M地点において芦屋工区と導坑が貫通し、これにより六甲トンネル全区間の導坑が貫通した。貫通式においては、日本国有鉄道総裁、兵庫県知事、神戸市長、西宮市長、施工会社の社長などが招かれ、国鉄総裁によるスイッチ操作で貫通発破が行われた。以降、複数の作業箇所で導坑を本坑断面に切り広げ、覆工を打設する作業を進め、1971年（昭和46年）6月上旬にアーチコンクリートの打設まで完成した。
斜坑からコンクリートを搬入することを想定していたが、工期が遅れており、導坑から本坑断面への切り広げ工事の場所が増え、コンクリートの打設も同時並行で行われることになり、コンクリート供給が追い付かないことになった。そこで鶴甲工区においてもコンクリート立坑が設けられた。建設省の六甲砂防工事事務所が西谷川上流に砂防ダムを建設するために設けた工事用道路を利用し、本坑25K590M地点の下り列車に対して左側25メートルの位置へボーリングにより直径178ミリメートル深さ157メートルの立坑を掘削して6インチパイプを通し、ここから生コンクリートを投入した。
岡山方は500メートルを掘削して大きな問題となることはなく、1969年（昭和44年）10月21日に摩耶工区との間で導坑が貫通し、1971年（昭和46年）3月にすべての工事が完了した。
鶴甲工区では、ボーリング約14,100メートル、迂回坑約3,000メートルを掘削して断層を突破した。その際に計85回に及ぶ土砂の流出が発生した。1回の土砂流出量が40立方メートルを超えるような場所では強行突破はほぼ不可能であり、そのたびに場所を変更して掘り直しとなった。またこの規模の土砂流出1回につき1か月から2か月の工事休止は余儀なくされた。仮に迂回坑を掘削せずに本坑の導坑のみを掘削した場合、途中で少なくとも8回の大規模流出を起こして工事が止まったと推定され、迂回坑掘削の場合に比べて7か月は工事が遅れたと見込まれた。
1971年（昭和46年）7月31日に鶴甲工区は竣工した。工区の工費は37億4300万円であった。

### 摩耶工区
摩耶工区は、新大阪起点27K600Mから30K500Mまでの延長2,900メートルを掘進する工区である。鹿島建設が施工を担当した。地質は29K800M付近を境に東側の六甲花崗岩と西側の布引花崗閃緑岩にわかれていた。一部で風化を受けていたり、断層による圧砕を受けていたりするが、全体として安定した岩質であり、六甲トンネルの中では地質的に恵まれていた。斜坑の延長は430メートル、勾配は3.9分の1で本坑とは51度55分の角度で交差し、交点のキロ程は30K162M37である。1967年（昭和42年）3月3日に着工した。
坑外設備を設ける位置は当初は五毛谷川の斜面を予定していたが、1967年（昭和42年）7月の豪雨により予定地付近が災害に遭ったことから、神戸製鋼所と協議して同社の丸山グランドの一部を借地して設備を設けることになった。この付近は学校があり住宅密集地であったことから建設に強い反対運動があり、対策として騒音防止に配慮することになり、防音対策を施した設備を設けた。またずりの搬出に際して、ダンプカーの運行による一般への影響、騒音を防止するために、杣谷川の上にベルトコンベアを架設して運搬した。
斜坑口は高尾谷川の西側にあり、神戸製鋼所丸山グランド西側を借地してここに諸設備を設け、搬出したずりを一時貯留するずりビンもここにある。ここからベルトコンベアを東に伸ばし、杣谷川上空を南に伸ばして、灘区篠原北町の神戸市道野崎線沿いにある市営住宅跡地まで773.5メートルを架設して、ここからダンプカーに積み替えて搬出した。
1967年（昭和42年）3月から着工する予定であったが地元の反対運動が強く協議に時間を要し、9月末になってようやく着工の了解を得て10月中旬から斜坑の掘削を開始した。全断面掘削で工事が進められた。1968年（昭和43年）4月1日に本坑に到着し、斜坑の坑底設備の準備を行って、新大阪方と岡山方へ同時に掘削を開始した。岡山側は、斜坑から30メートルほどの地点で断層に遭遇して異常出水に見舞われて約1か月工事を中断して排水を行い、湧水が減少してから再着手して12月16日に春日野工区境界に到達した。新大阪側は比較的順調に工事を進められ、1969年（昭和44年）10月初頭に鶴甲工区との境界に到達した。以降切り広げと覆工を行ってトンネルを完成させた。なお摩耶工区においてもコンクリート搬入立坑を2か所に設けた。
1971年（昭和46年）3月22日に摩耶工区は竣工した。工区の工費は28億6000万円であった。

### 春日野工区
春日野工区は、新大阪起点30K500Mから32K270Mまでの延長1,770メートルを掘進する工区である。前田建設工業が施工を担当した。地質は六甲トンネルの中でもっとも安定しており、湧水も少なかった。新大阪側の布引断層はトンネルと平行していたことから影響がなく、岡山側の諏訪山断層は約5度の角度で横断していたもののよく締まった状態であった。斜坑の延長は294メートルで、本坑との交点は31K290Mであった。斜坑口から230メートルの位置において、神戸市上水道トンネルと22メートルの離隔で交差しており、使用火薬量を制約して施工した。坑外設備は、神戸市が区画整理をしたときに春日野墓地を移転させた跡地があったため、これを利用した。住宅密集地であり、騒音対策に苦労することになった。1967年（昭和42年）3月20日に着工した。斜坑は湧水量も大変少なく大きな問題なく施工した。
1967年（昭和42年）12月24日に本坑に到達した。まず岡山側に掘削を開始し、1か月ほど遅れて新大阪側へも掘削を開始した。新大阪側は途中上半断面の崩落が1回あって中断したことがあったのみで、他は順調に掘削が進み、1968年（昭和43年）7月24日に摩耶工区との貫通点に到達した。出口付近は一部開削工法で施工し、斜坑から岡山側へ掘削した導坑は1969年（昭和44年）3月30日に開削工法区間にたどりついた。新大阪側の導坑から上半断面への切り広げ工事の際に、30K660M付近において上半断面の崩壊事故があったが、危険を感じた見張り員が全作業員を退避させた後であったため、人員への被害を出さずに済んだ。
1970年（昭和45年）3月31日に春日野工区は竣工した。工区の工費は17億8600万円であった。

### 水とずりの処理
六甲トンネル東側の湧水のうち、1日3,000トン分を芦屋斜坑から揚水して芦屋市の上水道に利用している。また1日10,000トン分を東側坑口に流して西宮市の上水道に利用している。六甲トンネル西側の湧水は1分あたり6トンを新神戸駅付近へ流して神戸市の上水道に利用している。
六甲トンネルの海側は、灘五郷と呼ばれ日本酒の名産地である。この酒造には、宮水と呼ばれる地下水が重要な役割を果たしており、トンネルの工事により地下水量に影響を与えることが懸念された。そこで国鉄と灘五郷酒造組合が合同で山陽新幹線六甲ずい道地下水調査委員会を結成し、地下水の水源である河川の流量および観測用の井戸の水位を随時計測して影響の評価を行った。その結果、トンネル工事による酒造用地下水への影響はなかったと評価された。
トンネルの残土（ずり）の処理は、工事現場が市街地に近いために困難が多かった。市街地内のダンプカーの通行を許されなかったという理由もあった。芦屋工区より東の工区では、風致、砂防、河川、森林などの法規制の協議を経て、主に山間部に残土処分を行った。鶴甲工区より西側の工区では、市街地内の道路を通じて神戸市の埋立地に運んで処分を行ったが、一部は海上輸送で当時建設中のポートアイランドの埋め立てに用いた。

### 完成

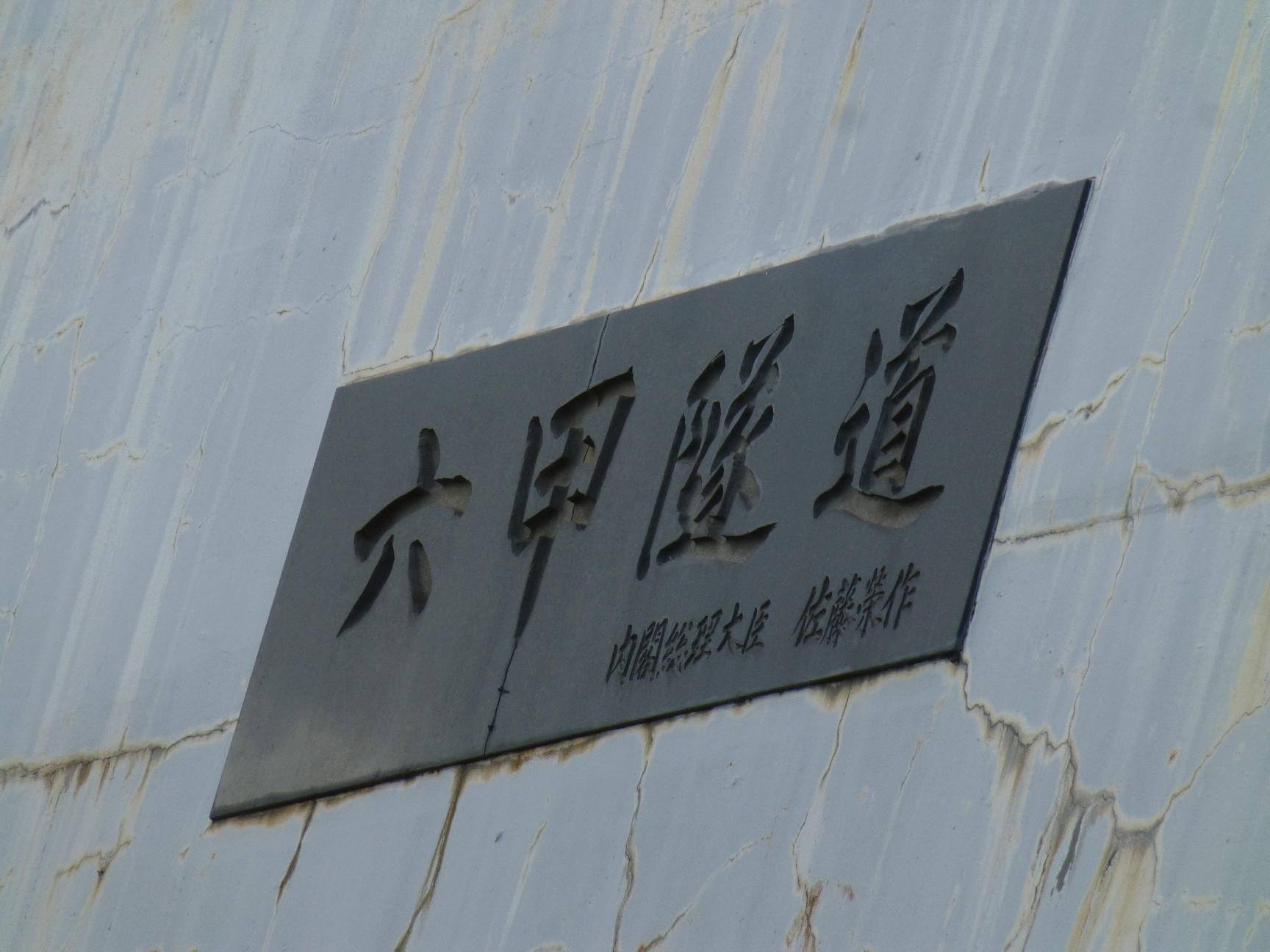
山陽新幹線六甲トンネル入口（新大阪側）の篇額、当時の内閣総理大臣佐藤栄作揮毫

1970年（昭和45年）10月2日、芦屋工区と鶴甲工区の境界となる25K100M地点において、鶴甲工区側からの導坑が芦屋工区側に貫通し、これによって六甲トンネル全区間の導坑が貫通した。以降切り広げや覆工の工事が進められ、1971年（昭和46年）7月31日にすべての工区が竣工した。1972年（昭和47年）3月15日に山陽新幹線新大阪-岡山間開通とともに供用を開始した。
六甲トンネルの総工費は185億1000万円であった。六甲トンネルの工事を通じた死者は16名であった。地山の崩壊に巻き込まれて多人数が死亡するような事故はなく、これには水平ボーリングなどによる地質や湧水の事前把握の進歩や鋼製支保工の普及といった技術面の改善が貢献した。一方で機械化の進展により、建設機械による災害が発生した。死者のうち8名は坑内での車両事故によるものであり、3名は落石事故、1名は火薬事故、4名は坑外を含む重機の事故であった。

## 開通以降
1995年（平成7年）1月17日に、兵庫県南部地震（阪神・淡路大震災）に見舞われ、山陽新幹線は不通となった。六甲トンネルでは、余震による2次被害を懸念して地震後2日間はトンネル内に入坑せず、1月19日からトンネル内の調査を行った。その結果、トンネルの覆工に大小100か所の被害が確認された。アーチ部からのコンクリート塊の剥落、トンネル側壁部の張り出しによるクラックなどが主な被害である。さらにレーザー測定器を使った断面測定および覆工の打音検査を実施し、修復の必要な覆工は21か所、変状は1,310か所1,078.5平方メートルが確認された。
コンクリートの浮きや剥落が発生している場所は、不良部分を切り落とし、断面を修復した上で、必要に応じてアンカーを施工して既存覆工と修復部分の付着を確保した。クラックにも注入を行い、ロックボルトを行って補強した。4月8日に復旧し、運転を再開した。
2010年3月から、トンネル内でも携帯電話が使用可能となった。元々トンネルが多く電波の通じない箇所が多かった山陽新幹線において、電波状況を改善するため、その対策として工事が行われたものである。新大阪駅から姫路駅までの間、連続して携帯電話の通話を可能とするもので、六甲トンネル含めて6つのトンネルが対象となる。対象となる携帯電話会社はNTTドコモ、KDDI、ソフトバンクモバイル、イー・モバイルの4社。
JR西日本が2018年12月5日未明に、トンネルの補修工事の一環として、トンネルの天井にモルタルを流し込む工事を実施したところ、直後の同日午前に、兵庫県西宮市から「トンネルから白濁した水が流出し、川で魚が浮いている」との連絡があり、同社で調査したところ、同市内の津門川が白濁し、工事で使用したモルタルと似た物質が検出された。また、コイ約150匹の死骸も発見された。同社は原因が特定されるまで補修工事を中止することにしている。

## 山陽新幹線記念公園
トンネル入口（西宮市側）の真上には六甲トンネル貫通と山陽新幹線の開業を記念して、公園（山陽新幹線記念公園）が造られている。ここには、山陽新幹線新大阪 - 岡山間建設工事の殉職者54名の氏名を記した慰霊碑が建てられている。慰霊碑は、岡山県北木島産の北木石と六甲トンネル付近の御影石で構成され、建設された31本のトンネルから1個ずつ取り出された石を並べて石庭のように参道が設けられている。
金網越しからは大阪平野を一望でき、また高速でトンネルに出入りする新幹線列車を間近で見ることが出来る。

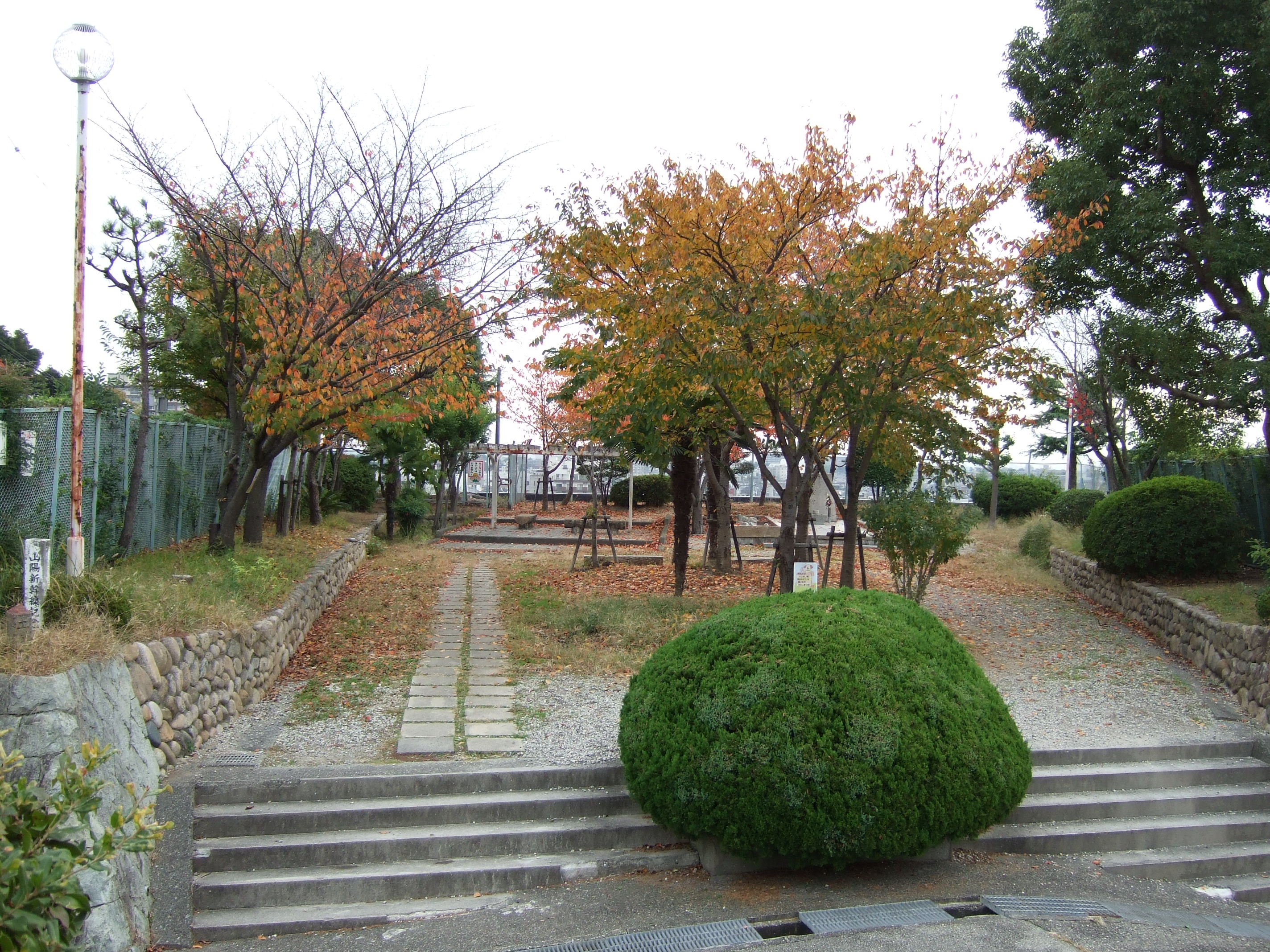
山陽新幹線記念公園。この反対側も公園（上甲東園4丁目児童遊園）。
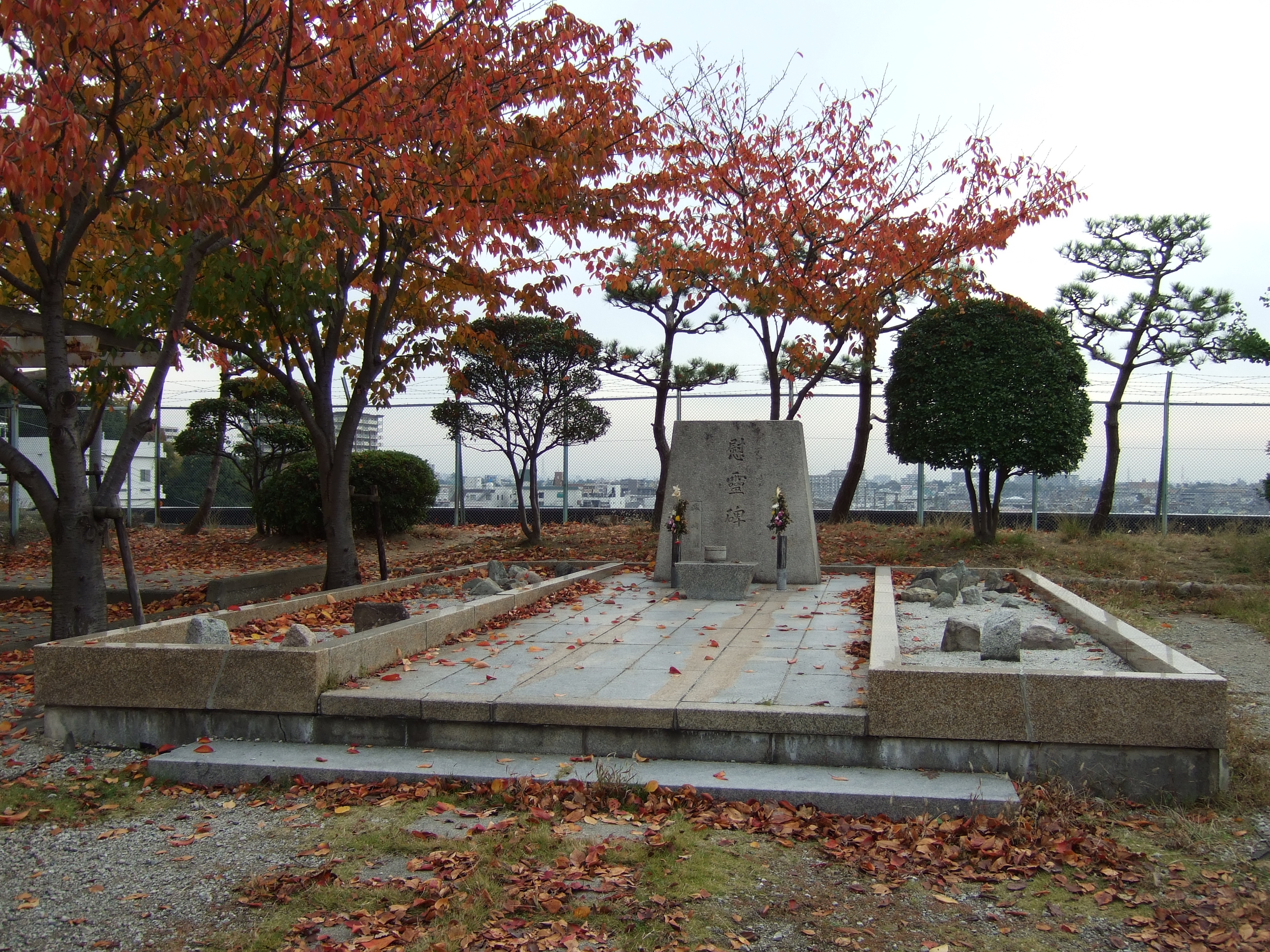
公園内にある慰霊碑。この先の金網越しに阪神平野が一望できる。
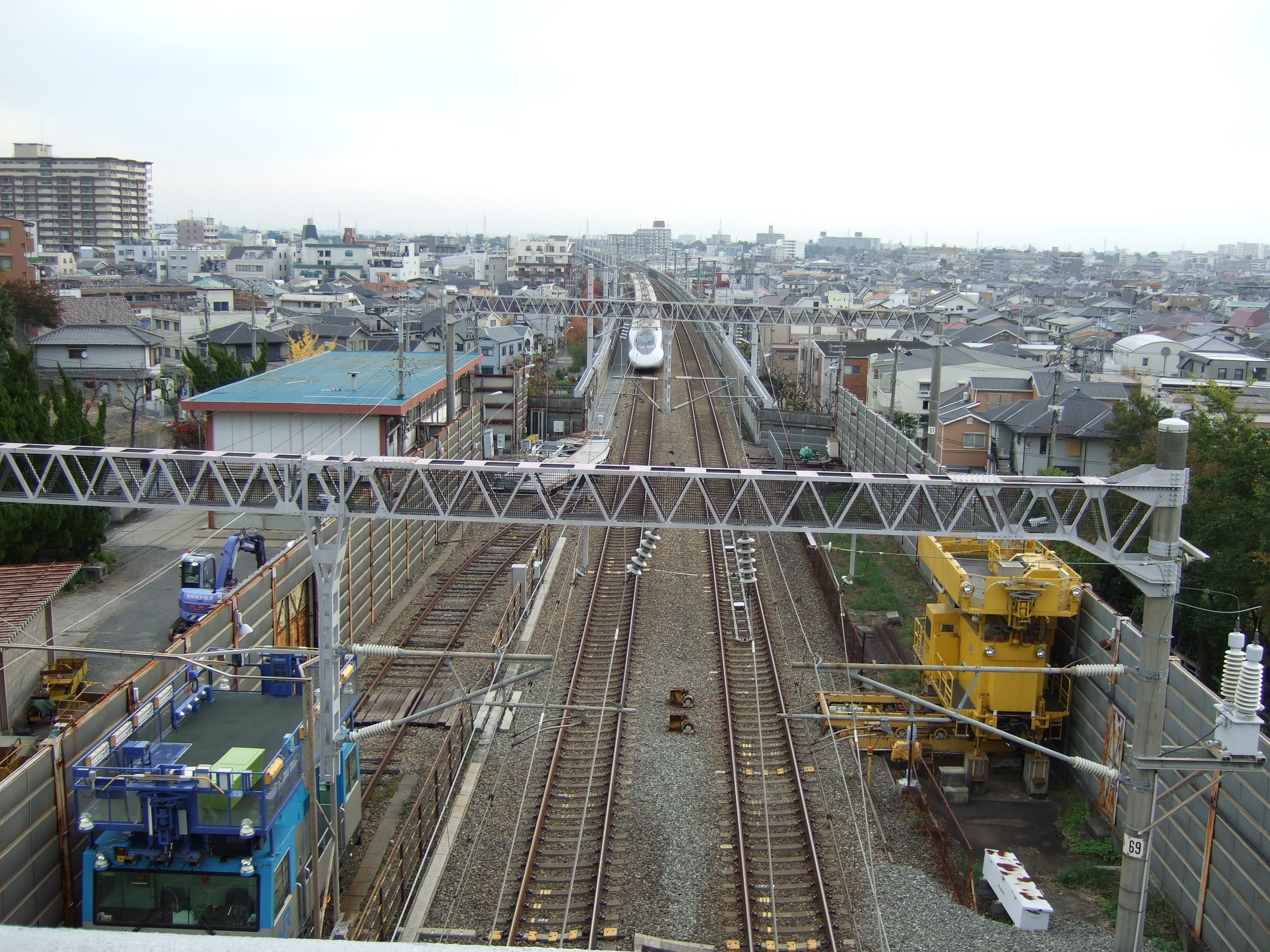
トンネルを出て新大阪駅に向かうひかりレールスター。

## 年表
- 1967年（昭和42年）
  - 3月3日：芦屋工区着工、鶴甲工区着工、摩耶工区着工[37]。
  - 3月16日：山陽新幹線新大阪 - 岡山間起工式[33]。
  - 3月20日：春日野工区着工[37]。
  - この月、六甲トンネルの工事契約[33]。
- 1968年（昭和43年）
  - 1月11日：甲陽工区着工、北山工区着工[37]。
  - 11月17日：上ヶ原工区着工[37]。
- 1970年（昭和45年）
  - 3月31日：春日野工区竣工[37]。
  - 10月2日：六甲トンネル導坑貫通[35]。
- 1971年（昭和46年）
  - 3月22日：摩耶工区竣工[37]。
  - 5月20日：上ヶ原工区竣工[37]。
  - 5月31日：甲陽工区竣工[37]。
  - 7月31日：北山工区竣工、芦屋工区竣工、鶴甲工区竣工[37]。
- 1972年（昭和47年）3月15日：山陽新幹線新大阪 - 岡山間開通[36]。
- 1995年（平成7年）
  - 1月17日：兵庫県南部地震（阪神・淡路大震災）にて不通となる[102]。
  - 4月8日：運転再開[102]。
- 2010年（平成22年）3月：トンネル内で携帯電話が使用可能となる[106]。